# まほうのルミティア Luminary Tears
『まほうのルミティア Luminary Tears』は2016年1月よりバンダイから発売されている女児向け食玩シリーズ。女の子の憧れである「キラキラ」と「ゆめかわいい」を合わせた世界観になっている。

## 登場キャラクター
ペテルティア
声 - ほなみ
ペテリュースを守護星に持つ星の子。おっとりした性格。
シュナティア
声 - 荻野葉月
シュリナスを守護星に持つ星の子。泣き虫な性格。
プロロティア
声 - 大久保瑠美
プロピオンを守護星に持つ星の子。おてんばな性格。
ノアティア
声 - 上田麗奈
ノアールホールを守護星に持つ星の子。恥ずかしがり屋で一人でいたところ、ペテルたちと仲良くなる。
ユニル
のんびりやのユニコーン。
ラビル
声 - 加藤英美里
いたずらっこのウサギ。
ナレーション
声 - 牧野天音

## 商品リスト
| 発売日         | タイトル                 |
| -------------- | ------------------------ |
| 2016年1月19日  | ルミティアステッキ       |
| 2016年4月19日  | ルミティアジュエル       |
| 2016年8月16日  | ルミティアステッキ2      |
| 2016年9月21日  | ルミティアパクト         |
| 2016年11月21日 | ルミティアキー           |
| 2017年1月9日   | ルミティアステッキ3      |
| 2017年1月23日  | 星くずのおしろ           |
| 2017年5月23日  | ルミティアキー2          |
| 2017年10月24日 | 星のこびん               |
| 2017年12月12日 | キラキラドール           |
| 2018年4月9日   | まほうのおまもり         |
| 2018年6月11日  | 守護星チャーム           |
| 2018年9月17日  | ひみつの懐中時計         |
| 2018年11月26日 | ひみつのきらめきパーティ |
| 2019年1月28日  | ルミティアステッキ       |

書籍
- 七海喜つゆり（絵）、バンダイ（監修・協力）、わだあきこ・こやまゆか・ぼうのさつき（文）『まほうのルミティア〜ものがたりのはじまり〜』小学館、2017年11月20日発売、ISBN 978-4-09-280515-6

## アニメ
2019年4月9日から6月11日までテレビ東京系列『おはスタ』内コーナー「きゃらスタ」にて毎週火曜にて放送されていた。全10話。ナレーションは牧野天音が担当。
放送に先駆け、3月29日にYouTubeに全話がアップロードされた。

### スタッフ
- 企画・原案 - 山田沙織、千田彩織
- キャラクターデザイン - 七海喜つゆり
- 監督 - 上野勇
- 脚本 - 小林雄次
- 音楽 - YUPPA
- アニメーション制作 - ODDJOB
- 製作 - バンダイ